# Повстання Фоми Слов'янина
Повстання Фоми Слов'янина — найбільша громадянська війна в історії Візантійської імперії, що відбулася в 821—823 роках.

## Передумови
Формально причиною війни проголошувалося невдоволення забороною іконошанування, фактично ж причиною стали високі податки та утиски селян новим класом динатів. Податковий гніт, голод, епідемії, землетруси призвели до масового зубожіння міського і сільського населення.
Слов'янські громади Греції і Македонії відстоювали свою незалежність, відмовлялися визнавати над собою візантійську владу.

## Початок

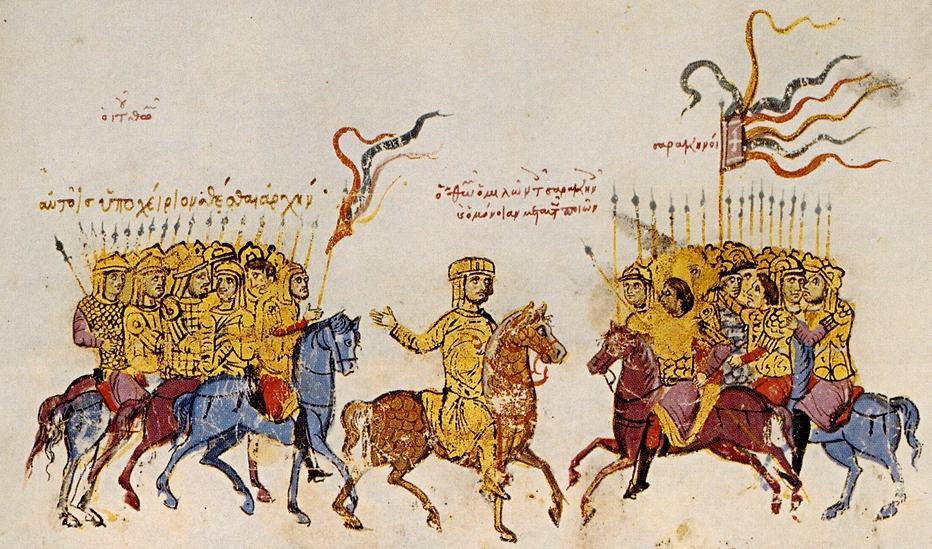
Фома Слов'янин домовляється про підтримку з арабами.

Коли Фома з Газіури підняв в Малій Азії повстання, домагаючись захоплення імператорського престолу Візантії, він відразу ж знайшов широку підтримку в найрізноманітніших верствах суспільства. Повстання охопило частину Малої Азії, а також балканські провінції Візантійської імперії, де був високий відсоток слов'янського населення (Македонія, Фракія). Повстання намагалися також використовувати в своїх інтересах і візантійські іконошанувальники, незадоволені іконоборчою політикою імператорів Льва V і Михаїла II. Повстанський рух швидко перетворився на справжню громадянську війну і привернув до себе виняткову увагу візантійських письменників і сучасників.
В рядах прихильників Фоми були араби, перси, ібери, вірмени, абасгі, слов'яни, «гуни», гети, лази і безліч інших народностей, повстання простягалося від кордонів Вірменії до узбережжя Егейського моря.
Фома отримав підтримку з боку аббасидського халіфа Мамуна. Він пообіцяв платити халіфату в разі перемоги данину і передати йому деякі прикордонні території. Фома був урочисто коронований в Антіохії «базилевсом ромеїв» і названий «Костянтином». На сторону Фоми перейшов і флот Візантії.

## Облога Константинополя
У грудні 821 року Фомою була розпочата облога Константинополя. Вівся як сухопутний так і морський бій, проте атака була відбита. Облогу довелося тимчасово зняти і відкласти до весни 822 року. Фома направляв прохання про підкріплення в слов'янські області Греції. Звідти було надіслано в допомогу йому ще 350 суден.
Влітку 822 року почався новий етап облоги Константинополя. Однак суди Фоми постійно зазнавали шкоди від вогненних знарядь імперії. Облога тривала з перемінним успіхом до кінця року. Перебуваючи в положенні швидкої здачі міста, Михаїл II звернувся за допомогою до болгарського хана Омуртага.

## Битва з булгарами

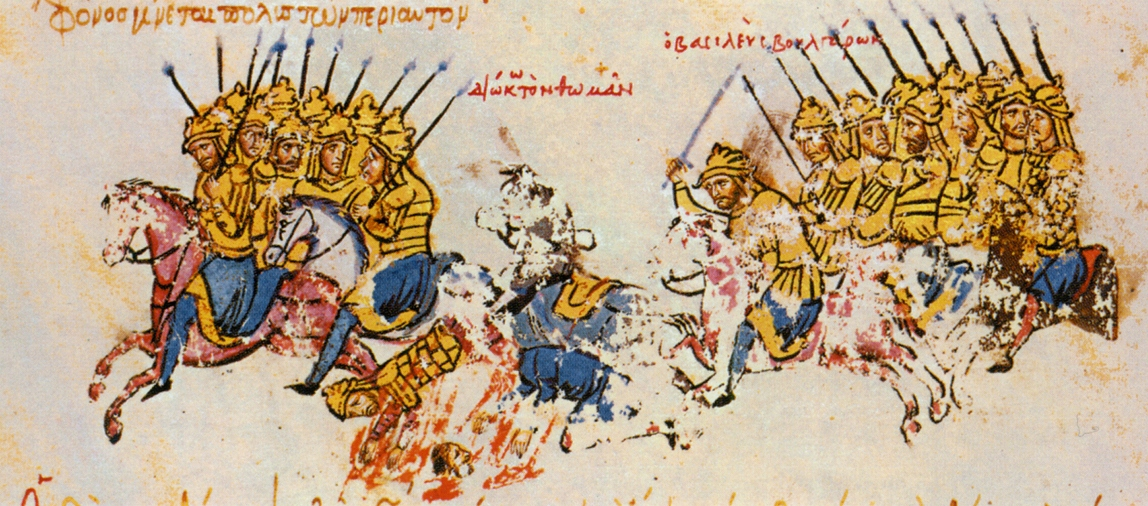
Бій Фоми Слов'янина з Омуртагом.

Битва між військами Омуртага і Фоми Слов'янина відбулася в березні або квітні 823 року в районі між Гераклеєю і Бешикташем, в місцевості, що іменувалася Кідуктос (κατά τόν Κηδούκτου χώρον). Битва була запеклою, Фома зазнав поразки і відступив в гори. Булгари пішли із здобиччю.